# Umberto Romagnoli
Umberto Romagnoli (Bologna, 23 ottobre 1935 – Bologna, 13 dicembre 2022) è stato un giurista italiano.

## Biografia
Nel 1970 diviene professore ordinario di diritto del lavoro.
Dal 1978 al 1984 è preside della Facoltà di scienze politiche dell'Università di Bologna dove rimane Professore fino all'anno accademico 2008-09. 
Nel corso della propria carriera Ha svolto un'ininterrotta attività di studi e ricerche sul diritto positivo, approfondendo particolarmente la storia della cultura giuridica del lavoro. 
Tra il 1981 e il 1983 partecipa all'esperienza di Laboratorio politico, una rivista fondata da Mario Tronti, in cui discute di lavoro e welfare assieme a Ezio Tarantelli.
Dal 1985 è condirettore della Rivista trimestrale "Diritto e procedura civile".
Nel 1987 ha fondato la rivista Lavoro e diritto.
Tra il 1996 e il 2006, alcune Università straniere, tra cui Castilla La Mancha, Buenos Aires e la Cattolica del Perù, gli hanno conferito la laurea Honoris Causa.
Il professor Romagnoli è morto all'età di 87 anni il 13 dicembre 2022..

## Opere principali
- Norme sull'esercizio del diritto di sciopero nei servizi pubblici essenziali. Art. 40 supplemento Legge 12 giugno 1990, n. 146 con M. Vittoria Ballestrero, 1994, Zanichelli;
- Il rapporto di lavoro con Giorgio Ghezzi, 1995, Zanichelli;
- Il diritto sindacale con Giorgio Ghezzi, 1997, Zanichelli;
- Il lavoro in Italia. Un giurista racconta, 2001, Il Mulino;
- Giuristi del lavoro. Percorsi italiani di politica del diritto, 2009, Donzelli